# Веніамін Костакі
Веніамін Костакі (рум. Mitropolitul Veniamin, рум. Costache, *20 листопада 1768, Рошіешть, Молдовське князівство — †18 січня 1846 монастир Слатіна, Молдовське князівство) — господар Молдовського князівства в 1807-1812 і в 1821, румунський єпископ Константинопольського Патріахату; митрополит Молдовський в 1803-1842 (з перервами).

## Біографія
Веніамін Костакі народився 20 листопада 1768 в селі Рошіешть Молдавського князівства. Його батьки належали до давньої і відомої в історії Молдови боярської сім'ї Болдур. Навчався в грецькій школі при монастирі Трьох Святителів в Яссах. У 1783 був пострижений єпископом Калузьким Іаковом Стоматі. У 1788 митрополит Молдовський Леон Теуке закликав його в митрополію в Ясси і зробив його великим екклесіархом кафедрального собору.
У березні 1789 був призначений ігуменом в монастир Святого Спиридона в Яссах. 26 червня 1792 був обраний єпископом Калузьким замість єпископа Іакова. 1 червня 1796 був обраний єпископом Романським. 18 березня 1803 обраний митрополитом Молдови і Сучави; керував митрополією 40 років — до 18 січня 1842 за винятком періодів 1808-1812 і 1821-1832. У 1807 і 1821 був намісником господаря. Був прихильником приєднання Молдови до Росії. У 1806 році, на початку російсько-турецької війни, сформулював національну мету молдаван: «Істинне щастя цих земель полягає в приєднанні їх до Росії».
У 1803 заснував в Яссах (монастир Сокола) семінарію, якій в 1840 було присвоєно його ім'я. У Нямецькому монастирі відкрив нову друкарню. Все своє життя провів у турботах про народну освіту, якій намагався надати національно-румунський напрямок. Був похований в монастирі Слатіна. 30 грудня 1886 його останки були перенесені в новий кафедральний собор в Яссах.

## Праці
- Carte pastorală (contra luxului în îmbrăcăminte), 10 martie 1804;
- Tâlcuirea celor şapte taine, Iaşi, 1807;
- Chiriacodromion, Mănăstirea Neamţ, 1811;
- Îndeletnicire iubitoare de Dumnezeu, Iaşi, 1815;
- Istoria Vechiului şi a Noului Testament, Iaşi 1824;
- Funie sau frânghie întreită, Iaşi 1831;
- Iubitorul de înţelepciune, 1831;
- Dumnezeieştile liturghii, 1834;
- Dihanii sau cuvinte de învăţătură, 1837;
- Piatra scandelei, Iaşi 1844;
- Îndeletnicire despre buna murire, Iaşi 1845.